# Идроворе (Лече)
Идроворе (итал. Idrovore) је насеље у Италији у округу Лече, региону Апулија.
Према процени из 2011. у насељу је живело 22 становника. Насеље се налази на надморској висини од 2 м.